# Pseudoomphalina flavoaurantia
Pseudoomphalina flavoaurantia är en svampart som beskrevs av Contu 2003. Pseudoomphalina flavoaurantia ingår i släktet Pseudoomphalina och familjen Tricholomataceae.   Inga underarter finns listade i Catalogue of Life.